# Parc national du Dniepr inférieur
Le  parc national du Dniepr inférieur, en ukrainien : Національний природний парк «Нижньодніпровський», est une aire protégée d'Ukraine dans la zone humide du delta du Dniepr du golfe Borysthénique, oblast de Kherson.

## Histoire
Son importance est reconnue pour l'importance comme station de passage des oiseaux migrateurs et a été créé le 24 novembre 2015. Il protège la nature en aval de la centrale hydroélectrique de Kakhovka, là où elle n'est pas bouleversée par les infrastructures.
Elle préserve douze plantes signalée sur le livre rouge de l'Ukraine et trente deux sur la liste de l'UICN.